# Ibeas de Juarros
Ibeas de Juarros település Spanyolországban, Burgos tartományban. Ibeas de Juarros Orbaneja Riopico, Cardeñuela Riopico, Atapuerca, Arlanzón, San Adrián de Juarros, Villasur de Herreros, Pineda de la Sierra, Tinieblas de la Sierra, Villamiel de la Sierra, Palazuelos de la Sierra, Revilla del Campo, Los Ausines, Carcedo de Burgos és Castrillo del Val községekkel határos. Lakosainak száma 1445 fő (2024).

## Népesség
A település népessége az utóbbi években az alábbiak szerint változott:
| Lakosok száma | 998  | 1192 | 1276 | 1366 | 1432 | 1426 | 1372 | 1404 | 1438 | 1445 |
|               | 2001 | 2004 | 2006 | 2009 | 2011 | 2014 | 2016 | 2019 | 2021 | 2024 |